# Capcom vs. SNK: Millennium Fight 2000
Capcom vs. SNK: Millenium Fight 2000 (カプコン バーサス エス・エヌ・ケイ ミレニアムファイト 2000 Kapukon Bāsasu Es-Enu-Kei Mireniamu Faito Nisen) es el quinto crossover de videojuegos de pelea de Capcom, y el primero con la compañía SNK Playmore. Se lanzó para la consola recreativa NAOMI en el año 2000, y fue versionado para la consola Dreamcast. Una versión actualizada (con el agregado de dos luchadores más) titulado Capcom vs SNK: Millennium Fight 2000 PRO fue lanzado en Dreamcast y también en la consola PlayStation.

## Jugabilidad
Este videojuego utiliza el sistema de proporciones (ratio), en el cual se clasifica la fortaleza general de los personajes, organizandolos desde el rango 1 a 4. Se pueden crear equipos de hasta cuatro integrantes, pero su rango total combinado deber ser igual y no mayor que 4. La jugabilidad utiliza el estilo de formato de cuatro botones característico de SNK. El jugador también tiene su elección de groove o medidor de ataque para sus personajes. El groove de SNK está basado en el modo Extra del videojuego The King of Fighters '94 hasta el videojuego The King of Fighters '98, mientras que el groove de Capcom está basado en el sistema de juego de la saga Street Fighter Alpha.

## Argumento
En el año 2000, un evento de artes marciales especial es planeado en colaboración por dos de las más poderosas organizaciones mundiales: Garcia Financial Clique y Masters Foundation. El evento de gala aliviarían los conflictos políticos entre ambas potencias. Dicho evento fue nombrado como "Millennium Fight 2000". Muchos artistas marciales renombrados se registraron para el torneo. Las personas alrededor del mundo se enfocan intensamente en las próximas exhibiciones. La tan esperada ceremonia de inauguración es un enorme éxito. Nadie se percata de las señales de caos inminente...

## Personajes
| Capcom            | Capcom                               | SNK              | SNK                                     |
| Personaje         | Juego de origen                      | Personaje        | Juego de origen                         |
| ----------------- | ------------------------------------ | ---------------- | --------------------------------------- |
| Akuma             | Super Street Fighter II Turbo        | Benimaru Nikaido | The King of Fighters '94                |
| Balrog            | Street Fighter II: The World Warrior | Geese Howard     | Fatal Fury: King of Fighters            |
| Blanka            | Street Fighter II: The World Warrior | Iori Yagami      | The King of Fighters '95                |
| Cammy White       | Super Street Fighter II              | Joe Higashi      | Fatal Fury: King of Fighters            |
| Chun-Li           | Street Fighter II: The World Warrior | Kim Kaphwan      | Fatal Fury 2                            |
| Dan Hibiki        | Street Fighter Alpha                 | King             | Art of Fighting                         |
| Dhalsim           | Street Fighter II: The World Warrior | Kyo Kusanagi     | The King of Fighters '94                |
| Edmond Honda      | Street Fighter II: The World Warrior | Mai Shiranui     | Fatal Fury 2                            |
| Ken Masters       | Street Fighter                       | Nakoruru         | Samurai Shodown                         |
| Morrigan Aensland | Darkstalkers                         | Raiden           | Fatal Fury: King of Fighters            |
| M. Bison          | Street Fighter II: The World Warrior | Rugal Bernstein  | The King of Fighters '94                |
| Ryu               | Street Fighter                       | Ryuji Yamazaki   | Fatal Fury 3: Road to the Final Victory |
| Sagat             | Street Fighter                       | Ryo Sakazaki     | Art of Fighting                         |
| Sakura Kasugano   | Street Fighter Alpha 2               | Terry Bogard     | Fatal Fury: King of Fighters            |
| Vega              | Street Fighter II: The World Warrior | Vice             | The King of Fighters '96                |
| William Guile     | Street Fighter II: The World Warrior | Yuri Sakazaki    | Art of Fighting 2                       |
| Zangief           | Street Fighter II: The World Warrior | Orochi Iori      | The King of Fighters '97                |
| Evil Ryu          | Street Fighter Alpha 2               |                  |                                         |

M. Bison y Geese Howard son los jefes finales, Evil Ryu, Orochi Iori, Morrigan y Nakoruru son personajes secretos, y Dan y Joe son personajes exclusivos de la versión Pro.

## Recepción
En general, este videojuego fue bien recibido por ambos los críticos y jugadores. Sin embargo, hubo algo de criticismo dirigido hacia el plantel del videojuego, que está integrado básicamente por personajes presentes en las entregas de la saga Street Fighter y la saga The King of Fighters (siendo las únicas excepciones los personajes Morrigan Aensland de Darkstalkers, Raiden de Fatal Fury y Nakoruru de Samurai Shodown). Debido a que ambas compañías tienen una cantidad considerable de franquicias de videojuegos de lucha a su disposición, eso les debería haber permitido una mayor variedad de personajes y jugabilidad.
Otra limitación en este videojuego fue el "sistema de proporciones", que estaba predeterminado para cada personaje, por lo tanto reduciendo las posibilidades disponible en la formación de equipos. Las versiones para plataformas incluso tienen un modo Pair Match donde el jugador puede elegir dos personajes cualquiera dado que, en este modo, todos estos son clasificados como de rango 2.
Ambos problemas se vieron resueltos en su videojuego sucesor, Capcom vs. SNK 2: Mark of the Millennium 2001.

## Otros datos
- Este es el primer crossover en tener cameos de introducción antes de las peleas, que se dan ante un duelo clave, característico de los juegos de SNK (Ryu y Ken se saludan chocándose los puños, Kyo e Iori realizan la intro de The King of Fighters '98, y determinados personajes de Capcom interactúan con los de SNK, y viceversa). Cómo curiosidad, se encuentra la introducción entre Iori y M.Bison antes de la batalla final, en la cual estando Bison a espaldas de Iori, este lo ataca dándose vuelta y lanzándole uno de sus ataques, al cual Bison escapa saltando por encima de Iori y termina posicionándose en su sector correspondiente de la pantalla, para iniciar la pelea.
- Se menciona como ganadores oficiales del torneo a Dan Hibiki y Joe Higashi, personajes no jugables en la versión Arcade, tal cual se muestra al del juego. Sin embargo, Dan y Joe más tarde serían personajes adicionales en la versión Pro.
- Cuando se vence a Geese o a Bison, se repite el final de los juegos Fatal Fury (Geese cae desde la torre Howard) y Street Fighter II (El "Psycho Drive" queda destruido)